# Avernus ocelliger
Avernus ocelliger är en insektsart som först beskrevs av Walker 1851.  Avernus ocelliger ingår i släktet Avernus och familjen spottstritar. Inga underarter finns listade i Catalogue of Life.